# Очковый эпигонус
Очковый эпигонус (лат. Epigonus robustus) — вид лучепёрых рыб из семейства большеглазовых (Epigonidae).

## Распространение
Распространена по всему миру в южных умеренных водах на глубинах от 500 до 3000 м.

## Описание
Максимальная длина тела 22 см. Шип на жаберной крышке присутствует. Длина самого длинного луча в каждом из плавников в общем не превышает диаметр глаза. Контрастные области чёрного цвета на голове вокруг глаз, вдоль нижнего края жаберной крышки и истмуса.

## Биология
Глубоководная бентическая рыба, обитающая в основном над дном.